# Palazzo Ducale (Colorno)

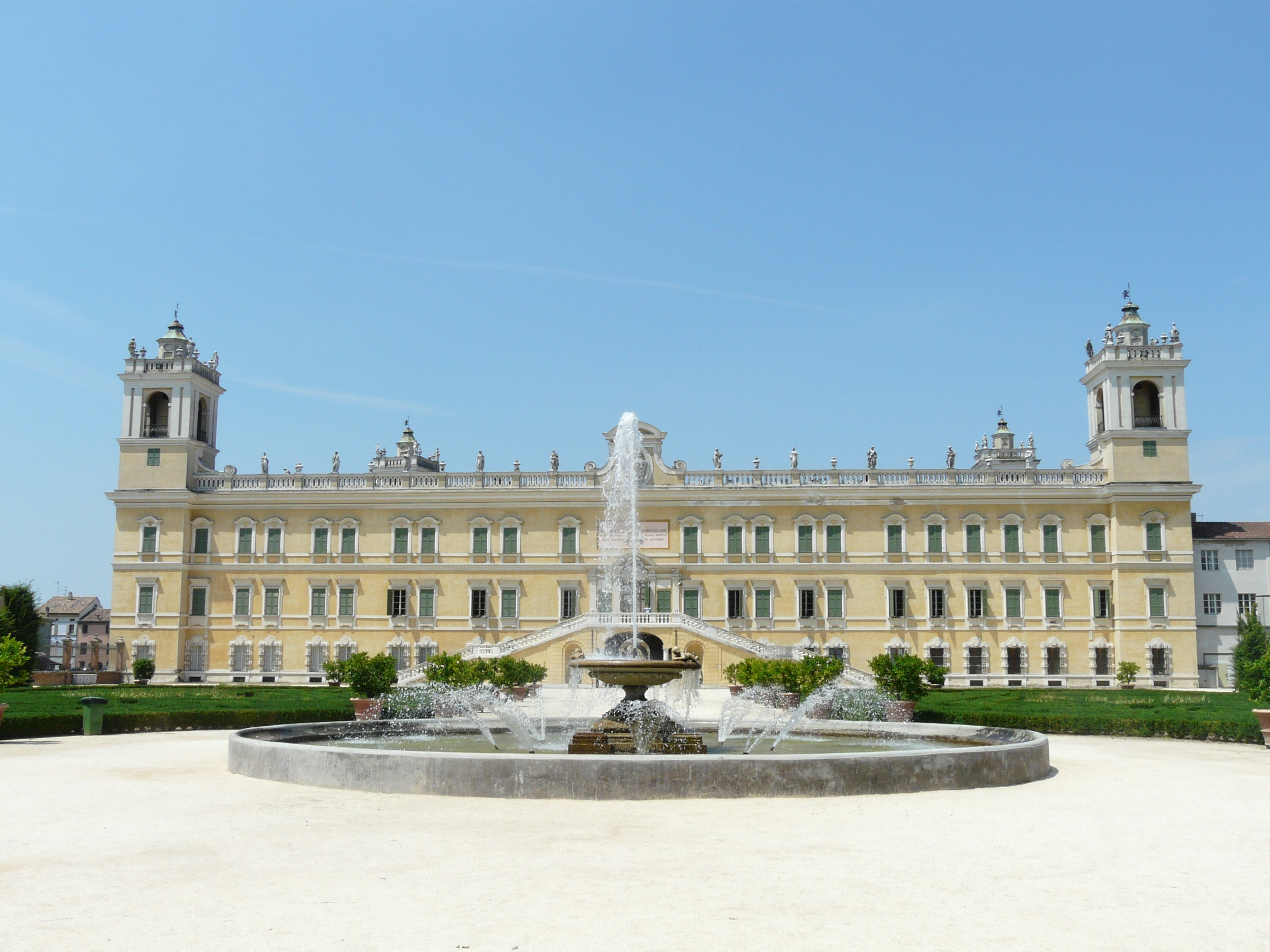
Palazzo Ducale in Colorno

Der Palazzo Ducale, auch Reggia di Colorno genannt, ist ein herzoglicher Palast aus dem 17. Jahrhundert in Colorno in der italienischen Region Emilia-Romagna. Er liegt an der Piazza Garibaldi 26. Herzog Francesco Farnese ließ ihn auf den Resten der alten Burg von Colorno errichten.

## Geschichte

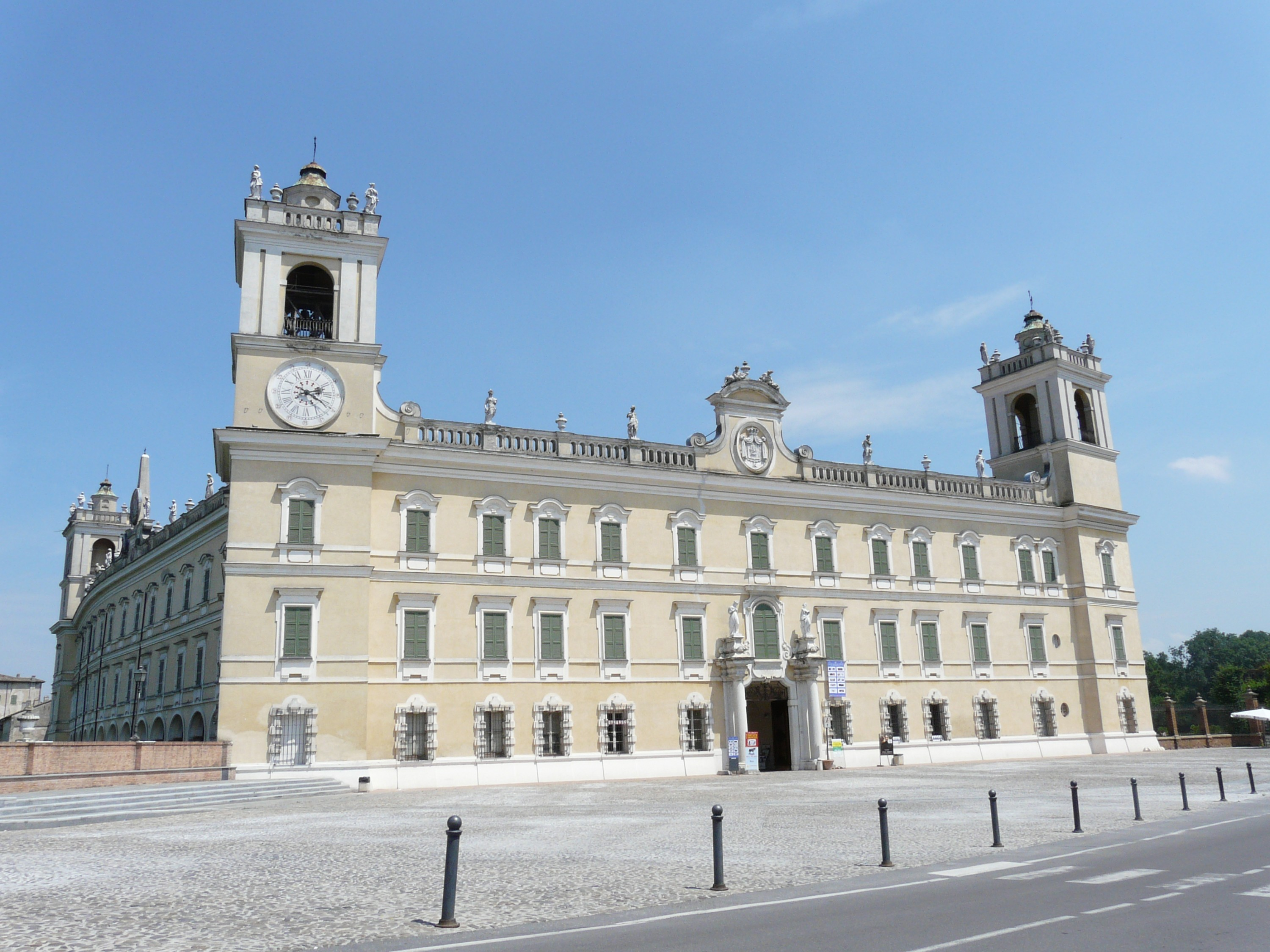
Fassade zum Platz hin

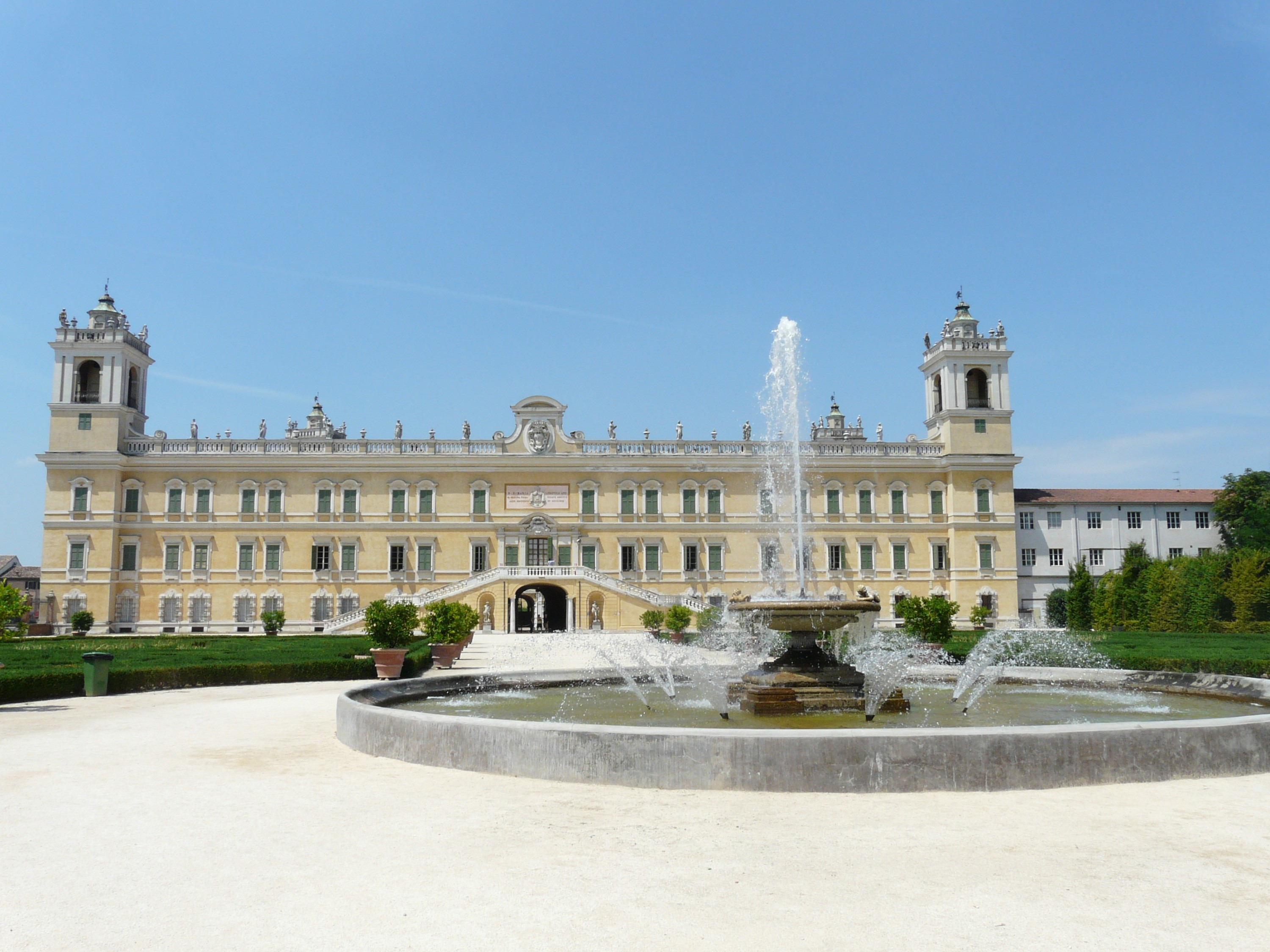
Fassade zu den Gärten hin

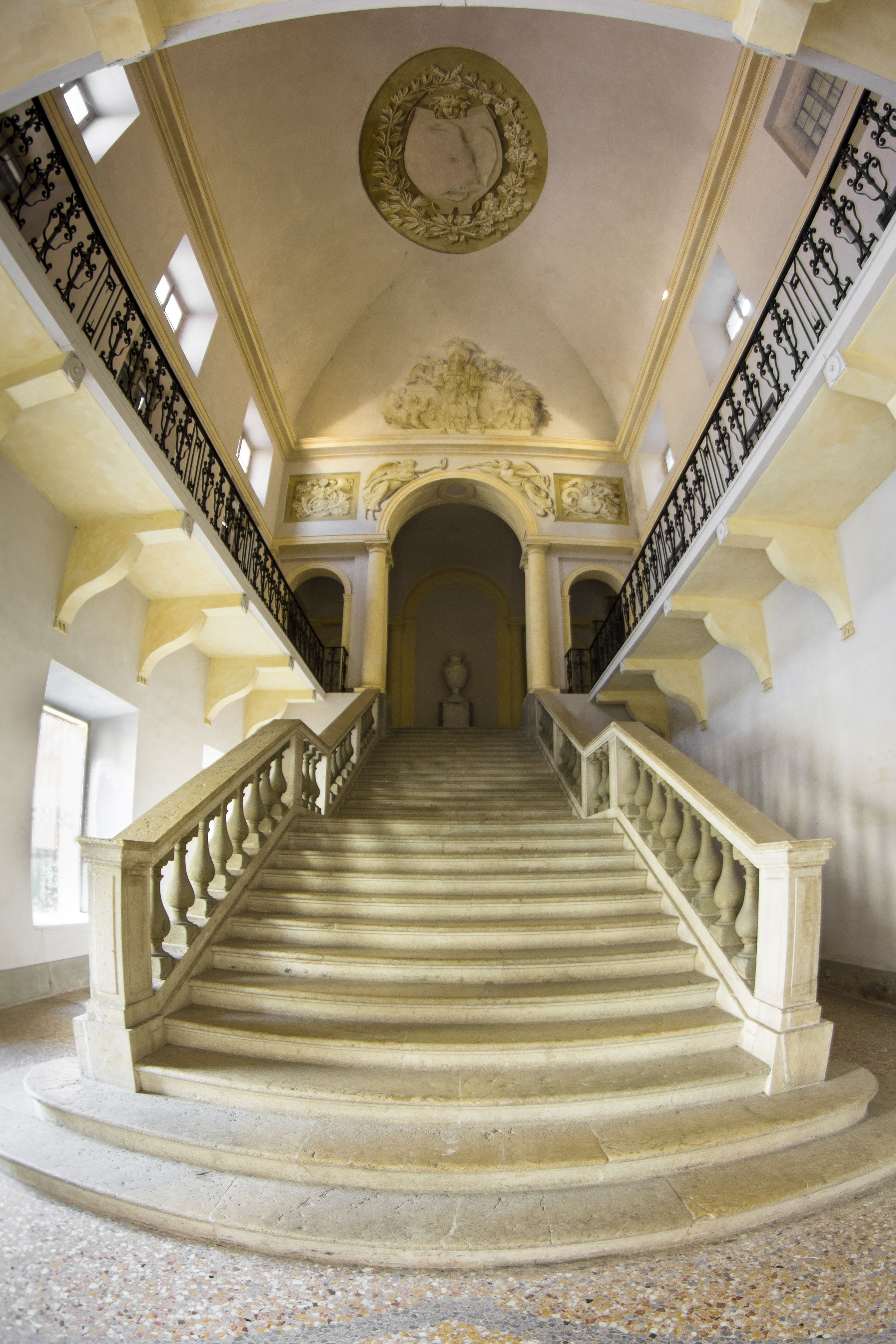
Innentreppe

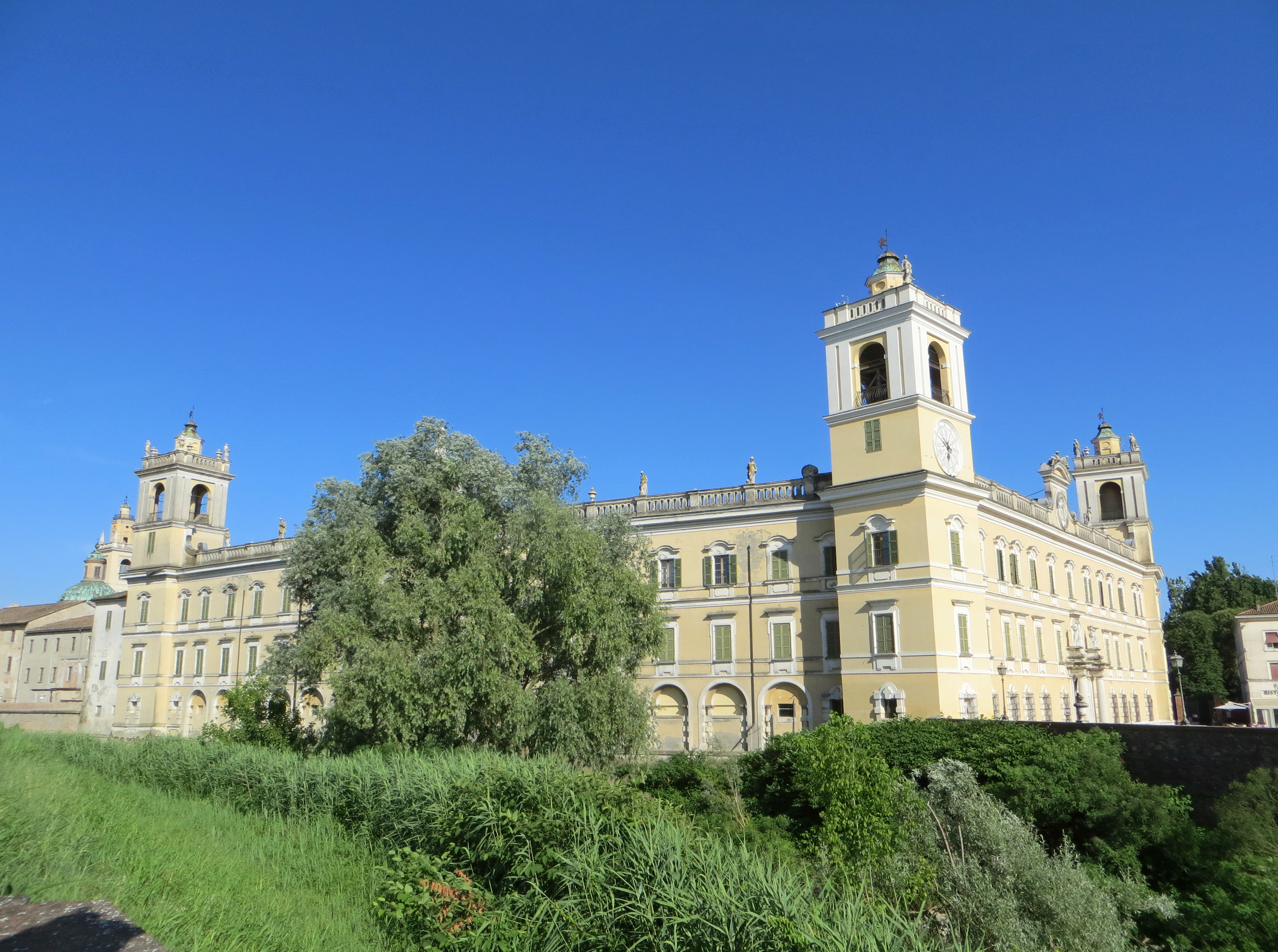
Fassade zum Parmabach hin

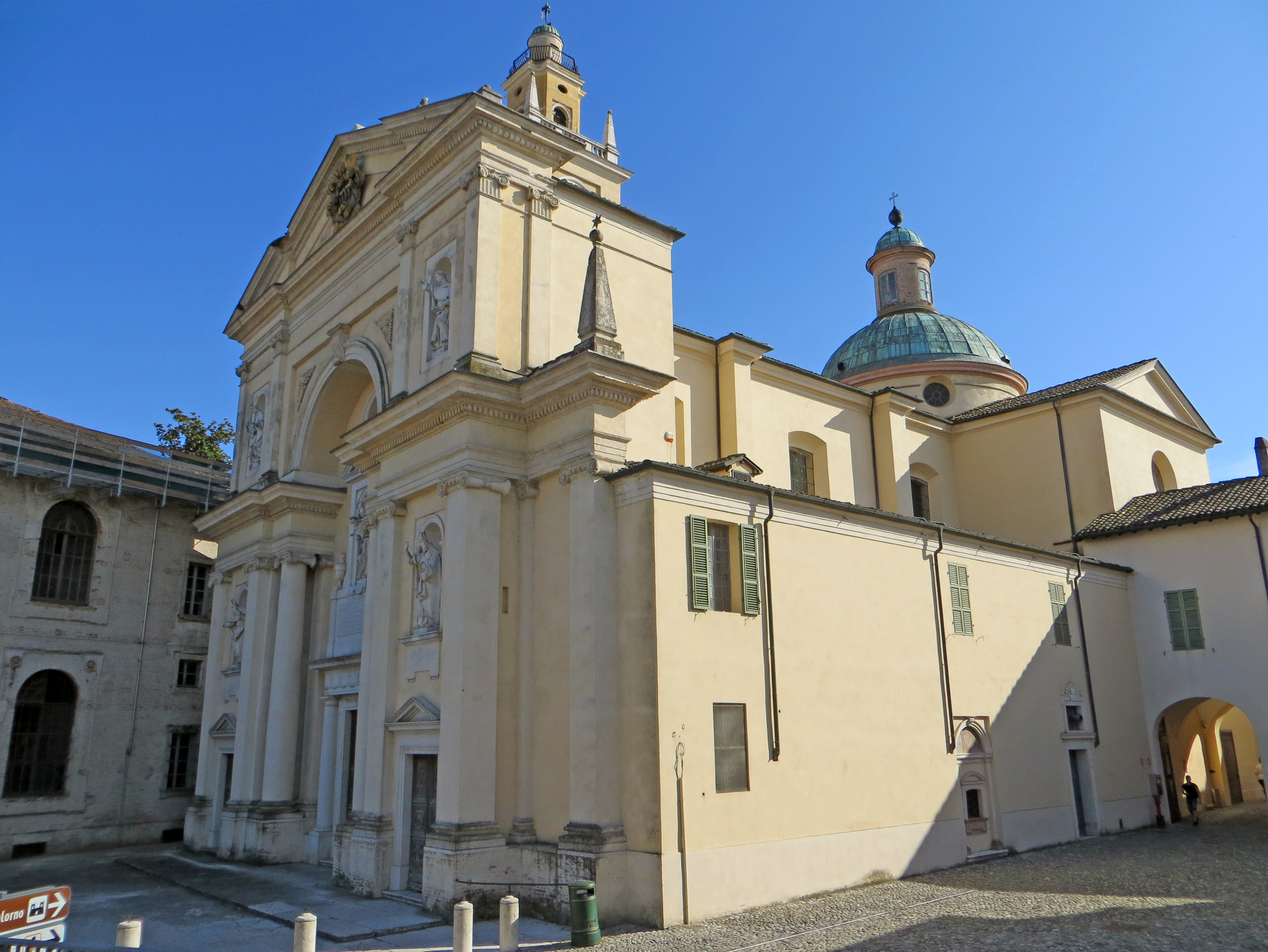
Fassade der herzoglichen Kapelle San Liborio

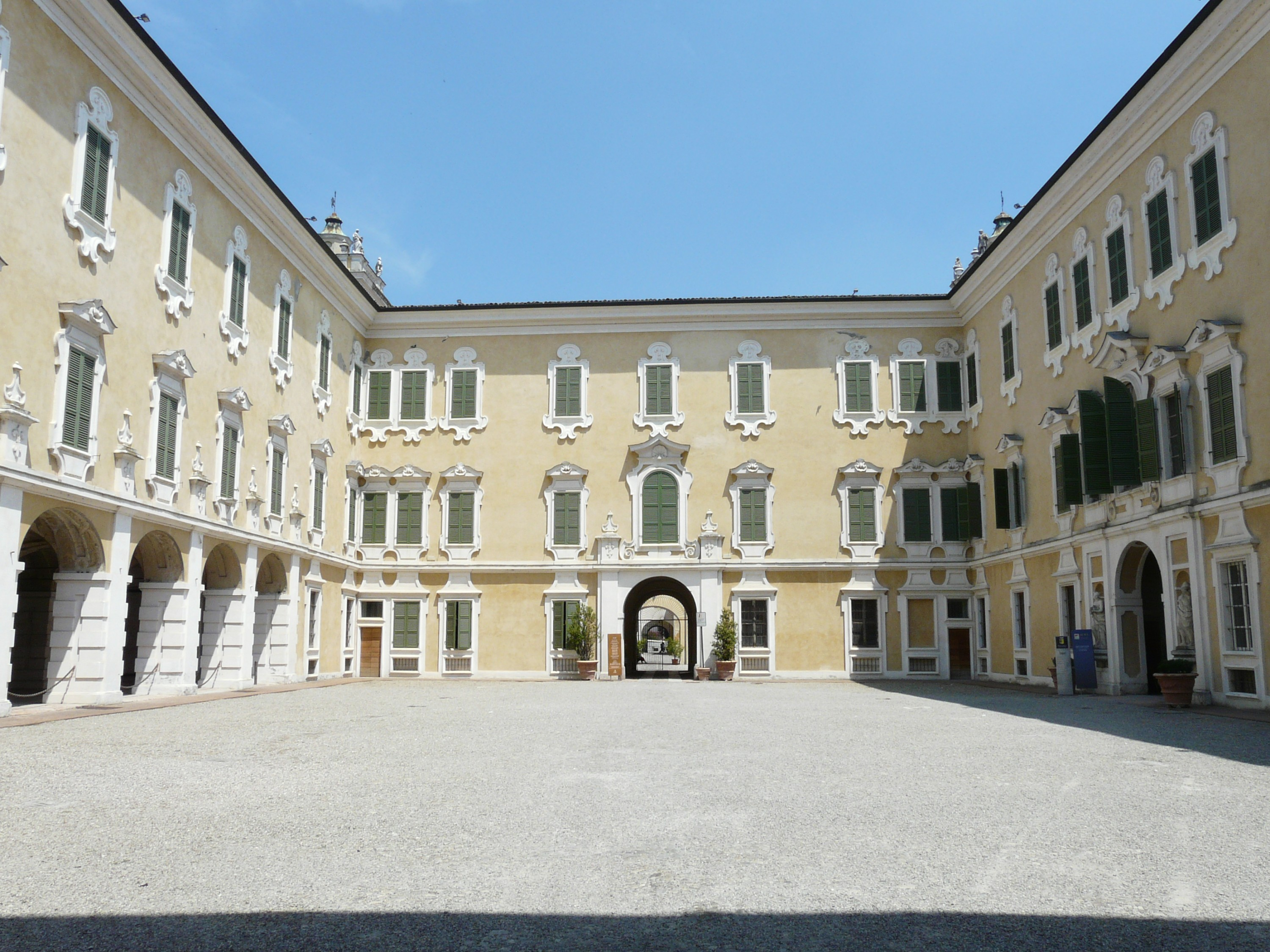
Innenhof

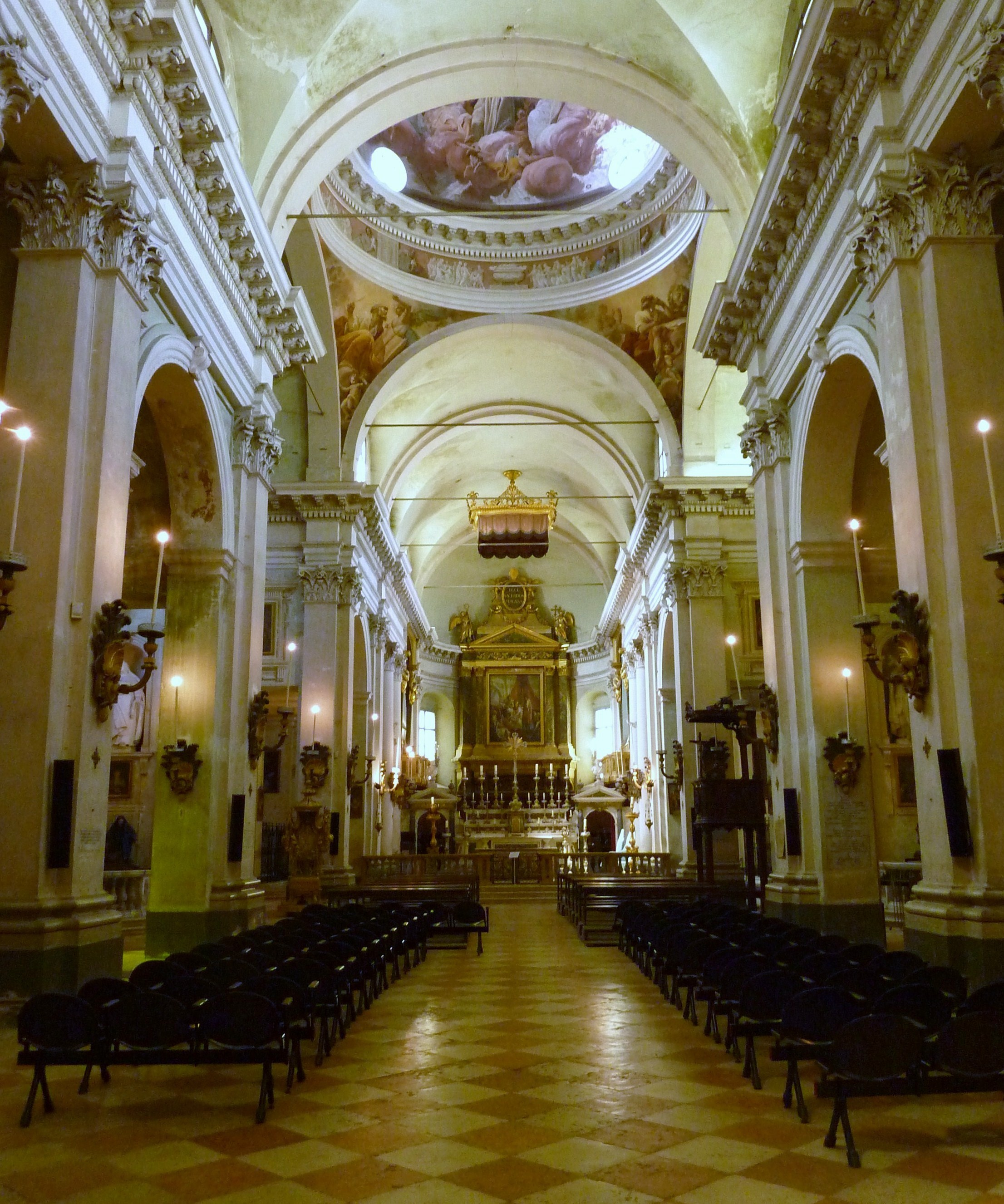
Inneres der herzoglichen Kapelle San Liborio

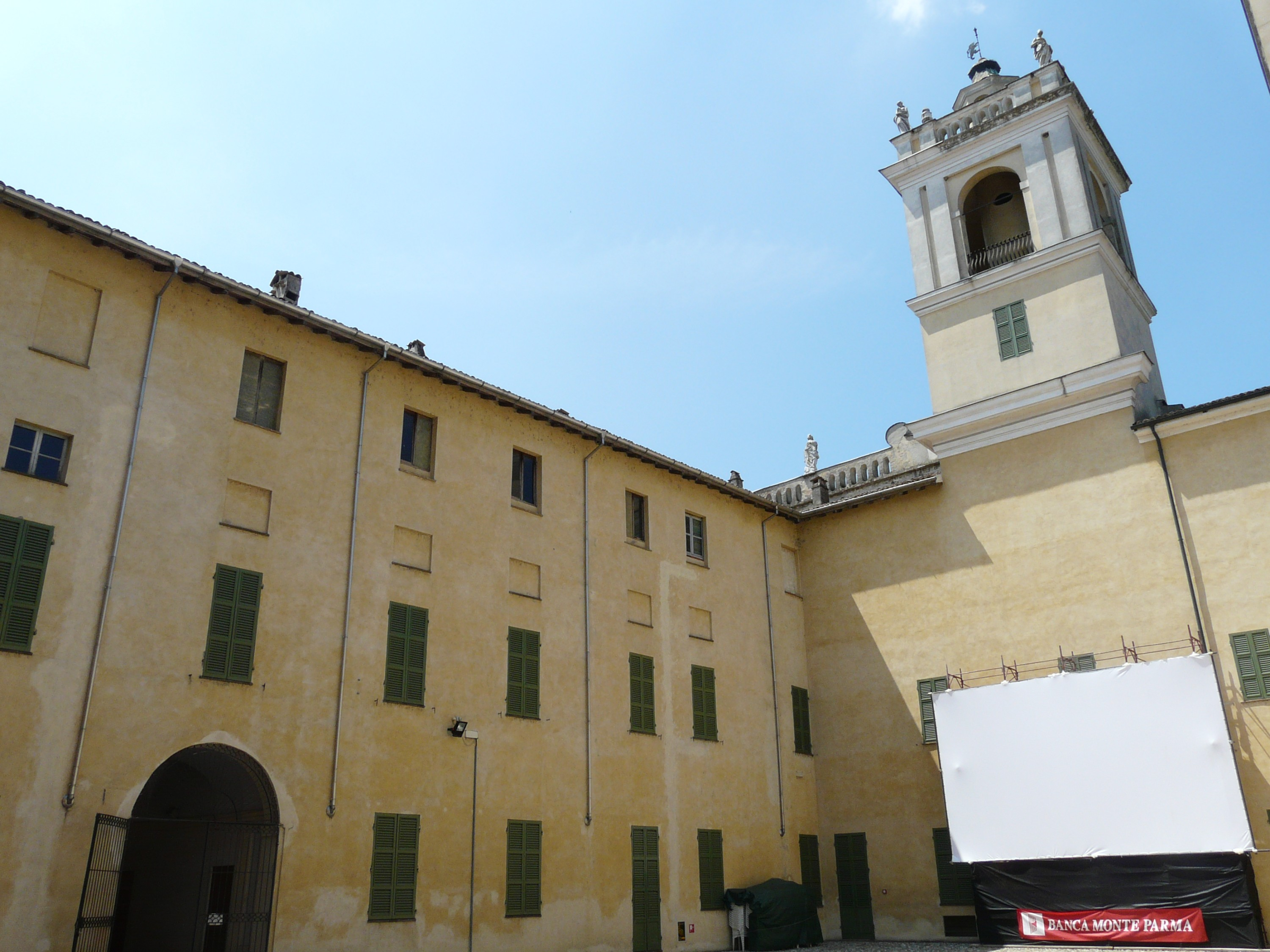
Zweiter Innenhof

Der herzogliche Palast von Colorno wurde auf den Resten der dortigen Burg erbaut, die Azzo da Correggio 1337 mit dem Ziel bauen ließ, das Gebiet jenseits des Po zu verteidigen. 1402, als Giberto da Correggio ohne direkten Nachkommen starb, transferierte der Herzog von Mailand, Gian Galeazzo Visconti, laut eigenem Dekret vom 29. Juli alle Besitzungen der Da Correggios an die Brüder Ottobuono, Giacomo und Giovanni de’ Terzi, darunter auch die strategisch bedeutenden Burgen von Colorno (Rocham de Colurnio) und Guardasone (Castrum Guardaxoni), sowie Lehen, die als Wächter im Osten und Westen von Parma errichtet wurden. Nach dem Tod von Gian Galeazzo Visconti wenige Wochen später wurden den Terzis sämtliche Zuweisungen von der Regentin, der Herzoginmutter Caterina und Vormund des 14-jährigen Sohnes Giovanni Maria Visconti durch einen endgültigen Akt vom 18. November 1402 bestätigt. Im Juni 1409 wurde Colorno mit der Besetzung des Gebietes von Parma durch Niccolò III. d’Este in Folge der Ermordung von Ottobuono de’ Terzi, dem Herrn von Parma und Reggio nell’Emilia, durch Verrat im Hinterhalt von Rubiera zum Zentrum des Widerstandes und logistisch-militärischen Unterstützer für die Repressalien der Truppen der verbliebenen Brüder Giovanni und Giacomo de’ Terzi. Am 5. Juli 1409 versuchte Gherardo da Correggio, mithilfe der Dorfbewohner in die Burg einzudringen, musste aber unter dem Sturm der Brandraketen fliehen, die die Verteidiger von den Mauern warfen, und ließ die brennenden Häuser des Dorfes zurück. In Folge der wiederholten Angriffe hielten die Terzis die Burg zu ihrer Verfügbarkeit, wobei sie die äußeren Umfassungsmauern als Basis den befreundeten Kräften der Republik Venedig überließen, denen es so gelang, ihre Kontrolle über den Wasserweg des Po zu vergrößern. Die Venezianer blieben am Ende Herren des Schlachtfeldes, weil die beiden Brüder Ottobuonos schließlich getötet wurden, in den ersten Oktobertagen Giacomo und wenig später im Gefängnis Giovanni. Dies besiegelte die Zerstreuung und größtenteils den Ruin der Terzis von Parma, die nur 20 Jahre später zum Teil ihre alte Stärke zurückerobern konnten. Dies geschah 1430, als Filippo Maria Visconti in der Absicht, die militärischen Fähigkeiten und Qualitäten seines Kapitäns und herzoglichen Beraters Niccolò de’ Terzi, der Kriegers, des legitimierten Sohnes von Ottobuono, zu belohnen, ihm als Lehen unter anderem das von Colorno zuwies, dessen Burg zusammen mit der von Guardasone, Wohnstatt für ihn und seine Familie wurde. Am 26. Oktober 1440 erneuerte der Herzog von Mailand dieselben Zugeständnisse an seinen getreuen Niccolò de’ Terzi, den Krieger. Die Herrschaft von Niccolò de’ Terzi, dem Krieger, über die Burg von Colorno dauerte genau fünf Jahre bis zum Herbst 1449, als Francesco I. Sforza die Macht über das Herzogtum Mailand erlangte.
Terzi musste sich endlich ergeben, nachdem er versucht hatte, extremen Widerstand zu leisten und seine mächtigen Burgen Colorno und Guardasone den befreundeten und alliierten Truppen von Alfons V. von Aragón, König von Neapel und legitimer Nachfolger im Herzogtum Mailand nach dem Tod von Filippo Maria Visconti, als militärische Basis angeboten hatte. Er verlor Guardasone unter den Angriffen von Alessandro Sforza, der vom König von Neapel versprochene Kriegseintritt verzögerte sich und so musste Niccolò de’ Terzi, der Krieger, seine Burg und das Lehen Colorno aufgeben, fand aber, eskortiert von einer großen Schar seiner Ritter und Bewaffneten, mit seiner Frau Ludovica und den Söhnen ehrenhaftes Asyl am Hof von Ludovico III. Gonzaga in Mantua.
Nach der Flucht von Terzi fiel die Burg von Colorno an die Sanseverinos. Im 16. Jahrhundert ließ die wunderschöne Barbara Sanseverino, die von Torquato Tasso besungen wurde, die Burg umbauen und in einen Palast, Sitz eines edlen Hofes und einer wertvollen Sammlung von Gemälden von Tizian, Correggio, Mantegna und Raffael verwandeln. Nachdem die Gräfin Barbara 1612 von Herzog Ranuccio I. gefangen genommen und zum Tod durch Köpfen verurteilt worden war, bemächtigten sich die Farneses, Herzöge von Parma, des Palastes. Ranuccio II., der von seiner Gattin, Margarete Jolande von Savoyen dazu gedrängt wurde, ließ mit radikalen Umbauarbeiten beginnen, die vom Architekten Ferdinando Galli da Bibiena zwischen 1699 und 1708 projektiert und geleitet wurden.
1731, nach dem Tod des letzten Herzogs von Parma, Antonio Farnese, fiel das Herzogtum in mütterlicher Linie an König Karl III. von Spanien, der die Sammlungen und die Möbel des Palastes nach Neapel schaffen ließ.
1749 fiel das Herzogtum an Philipp de Bourbon, den Bruder Karls III. und Zweitgeborenen von Elisabetta Farnese. Philipp beauftragte den Architekten Ennemond Alexandre Petitot mit dem Umbau des Palastes; dieser beschäftigte hauptsächlich französische Meister, damit die Innenräume des Palastes zu Ehren der Gattin Philipps, Luisa Elisabetta, der Lieblingstochter des französischen Königs Ludwig XV., denen des Schlosses von Versailles ähnelten. Die äußere Ansicht des Palastes wurde nur für den Anschluss der Außentreppe verändert. Vermutlich war es in einem der von Petitot umgebauten Säle, dass der Maler Giuseppe Baldrighi ein Porträt von Philipp mit seiner Gattin und den Söhnen („Ritratto di don Filippo di Borbone e famiglia“, Nationalgalerie Parma) anfertigte.
Das Schloss fiel dann an Ferdinand de Bourbon, Nachfolger von Philipp, und seine Gattin Maria Amalia von Österreich, die es aber vorzog, im Jagdschloss von Sala, weit weg von ihrem Gatten, zu residieren. Ferdinand, ein sehr religiöser Mann, ließ die Hofkapelle San Liborio wiederherstellen, deren Fassade anfangs zum Palast zeigte. Er ließ darüber hinaus das benachbarte Dominikanerkloster bauen, das über einen schmalen Korridor direkt mit seinen privaten Wohnräumen war. In seinen privaten Wohnräumen ließ er wiederum eine Bibliothek mit über 6000 Bänden einrichten, ebenso wie ein astronomisches Observatorium.
Nach dem Tod von Ferdinand wurde das Herzogtum Parma von Napoleon an Frankreich angeschlossen.
Am 28. November 1807 erklärte ein Dekret von Napoleon den Palast zum „Kaiserpalast“ und er ließ mit weiteren Umbauarbeiten beginnen. Nach dem Wiener Kongress wurde das Herzogtum der Gattin von Napoleon, Marie-Louise von Österreich, zugesprochen, die den Palast zu einer ihrer bevorzugten Residenzen machte und einen großen Barockgarten anschließen ließ.
Nach der Einigung Italiens wurde der Palast vom Haus Savoyen der Liegenschaftsverwaltung des italienischen Staates zugeführt und 1870 kaufte ihn die Provinz Parma. Fast das gesamte Mobiliar des Schlosses wurde ihn verschiedene Paläste der Savoyer verbracht, darunter in den Quirinalspalast in Rom, den Palazzo Pitti in Florenz, den königlichen Palast in Turin und das Schloss Stupinigi. Ein noch schlimmeres Schicksal erfuhren die wertvollen Leuchten des Großen Saales und des Musiksaales, die sich heute im Ausland, in der Wallace Collection in London befinden. Nach dem Kauf durch die Provinz Parma wurde der Palast in ein psychiatrisches Krankenhaus umgebaut, wobei das Hoftheater zerstört wurde, um einzelne, kleinere Räume zu erhalten.
Glücklicherweise konnten die künstlerisch bedeutendsten Säle des Palastes zum großen Teil erhalten werden, indem man die Nutzung als Wohnung für Krankenhausangestellte erlaubte. Von 1915 bis zum Zweiten Weltkrieg fanden in einigen Räumen des Hauptgeschosses die ersten Stücke der Sammlung Glauco Lombardi Platz, die später in das gleichnamige Museum in Parma verbracht wurden. Vollkommen unverändert ist dagegen die Hofkirche San Liborio und ihre Serassiorgel, die gut 2898 Pfeifen zählt und für Konzerte genutzt wird.
Im Zweiten Weltkrieg, am 20. März 1945, griffen anglo-amerikanische Bomber Colorno an und bei den Luftangriff wurden der Bahnhof und die Kraftstofflager, die im Park des Palastes versteckt waren, getroffen, wobei drei Jugendliche getötet wurden.
Am 23. Dezember 1999 wurde der herzogliche Palast mit der Auflösung der Giunta Provinciale di Parma in „Reggia Ducale di Colorno“ umbenannt.
Seit 2004 ist in einigen Räumen des Palazzo Ducale die „ALMA“ (dt.: Internationale Schule für die italienische Küche) untergebracht. Rektor der Schule ist Maestro Gualtiero Marchesi.
Im Jahre 2012 erlitt das Gebäude Schäden durch zwei Erdstöße am 25. und 27. Januar mit Magnituden von 4,9 und 5,4.
Am 12. Dezember 2017 wurde das Schloss teilweise durch eine Flut des Parmabaches überschwemmt.

## Die Säle
Es gibt mehr als 400 Säle. Der größte Teil ist unmöbliert und hat rosa Marmorböden und Deckenfresken. Zu den Sälen im Hauptgeschoss kommt man über eine große Ehrentreppe, die direkt mit der Galerie und dem Waffensaal verbunden ist, der aus einem Raum entstand, in dem sich ursprünglich eine Kapelle befand. Von der Galerie aus gelangt man ins Innere des ersten Türmchens zum Garten hin, in dem sich ein kleiner chinesischer Salon befindet. Von dort sieht man den anderen Turm zum Dorfplatz hin durch eine Flucht von 11 Türen, alle auf derselben Linie. Dank der Fotomontagen von Glauco Lombardi, die aus den Fotos der ursprünglichen Möbel, die man in verschiedenen Palästen der Savoyer fand, kann man sich die ursprüngliche Möblierung dieses Raumes vorstellen.
Der größte Saal des Palastes wird „Sala Grande“ genannt; sein heutiges Aussehen ist das Resultat der von Petitot angestrengten Arbeiten, von denen wir heute noch die originalen Zeichnungen besitzen. Der Saal teilt den Teil des Palastes für den Herzog von dem für die Herzogin ab, und, da er zwei Stockwerke des Schlosses hoch ist, gilt er als Beispiel für einen „Italienischen Saal“. Man kann auch die sehr schöne Stuckdekoration und den von Jean-Baptiste Boudard geschaffenen offenen Kamin bewundern, während die Spiegel, die die Wände zum Teil bedeckten, verlorengingen. Bis 1848 gab es dort eine Statue von Canova, die Marie-Louise darstellte; sie befindet sich heute im Nationalmuseum von Parma.
Im königlichen Palast von Turin gibt es 12 Bildwirkereien der Gobelinmanufaktur in Paris aus der Serie „Geschichten von Don Quijote“, die 1746–1749 vom Bildwirker Michel Audran auf den Kartonvorlagen des Malers Charles Coypel geschaffen wurden und in das Schloss von Colorno gehörten. Im Audienzsaal des Quirinalspalastes in Rom gibt es drei Bildwirkereien aus der Serie „Liebe der Götter“. Zusammen mit dem Tuch von Bacchus und Ariadne, das sich im Saal der Bildwirkereien finden, wurden sie in der Manufaktur von Beauvais zwischen 1750 und 1752 auf Kartons von François Boucher gewebt. Sie wurden 1888 in den Quirinalspalast gebracht. Auch der dortige Schreibtisch des Präsidenten der Republik kam aus Colorno.
Der zweite größere Saal des Palastes ist der Musiksaal, der auf der Seite liegt, die zum Parmabach hin zeigt und noch nicht restauriert ist. Dagegen ist der vielleicht am besten erhaltene Saal der „Sala della compagnia“, an dessen Wänden sich 1861 eine Sammlung von 16 Pastellporträts von Liotard fand, die heute im Schloss Stupinigi aufbewahrt wird.

### Bildergalerie

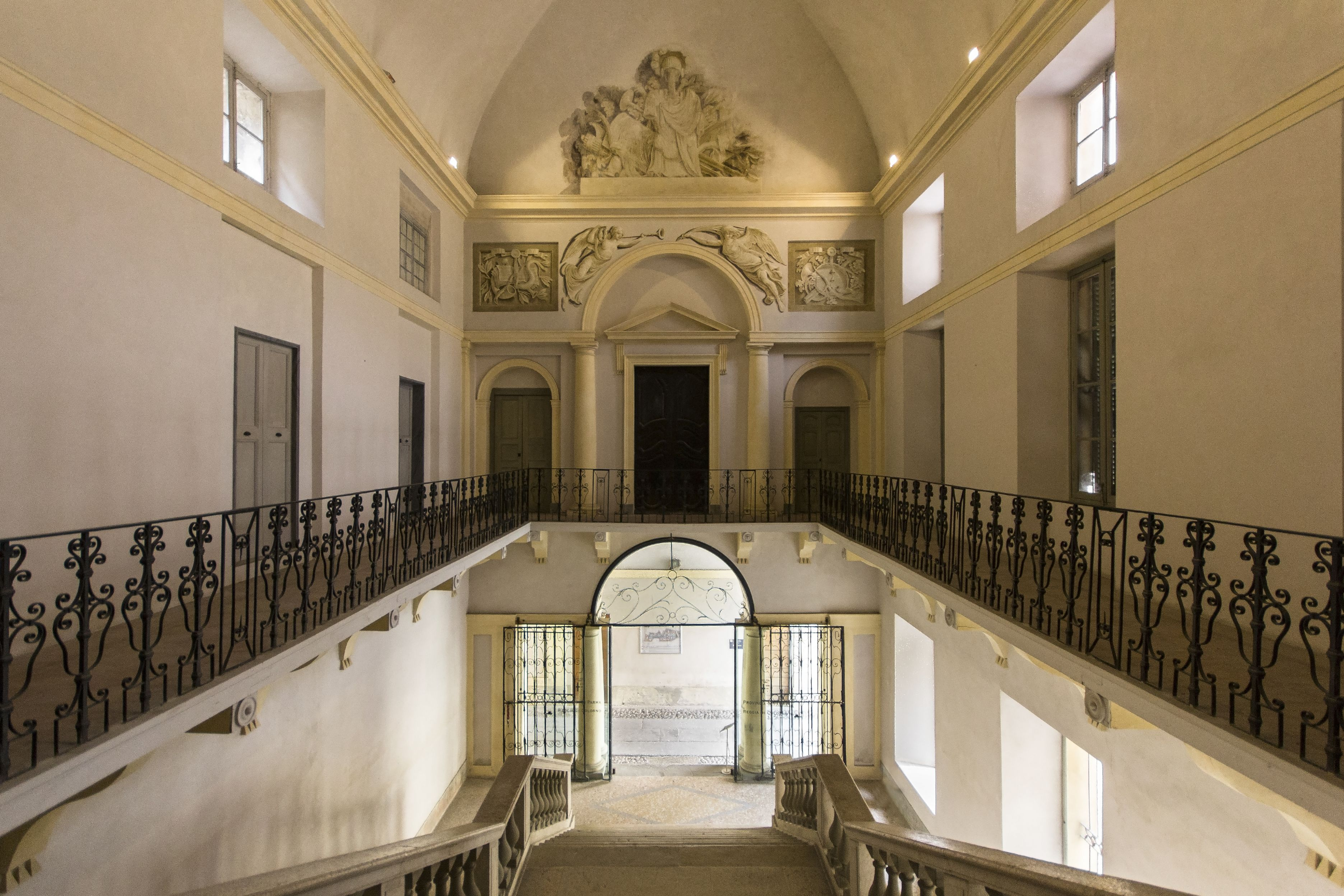
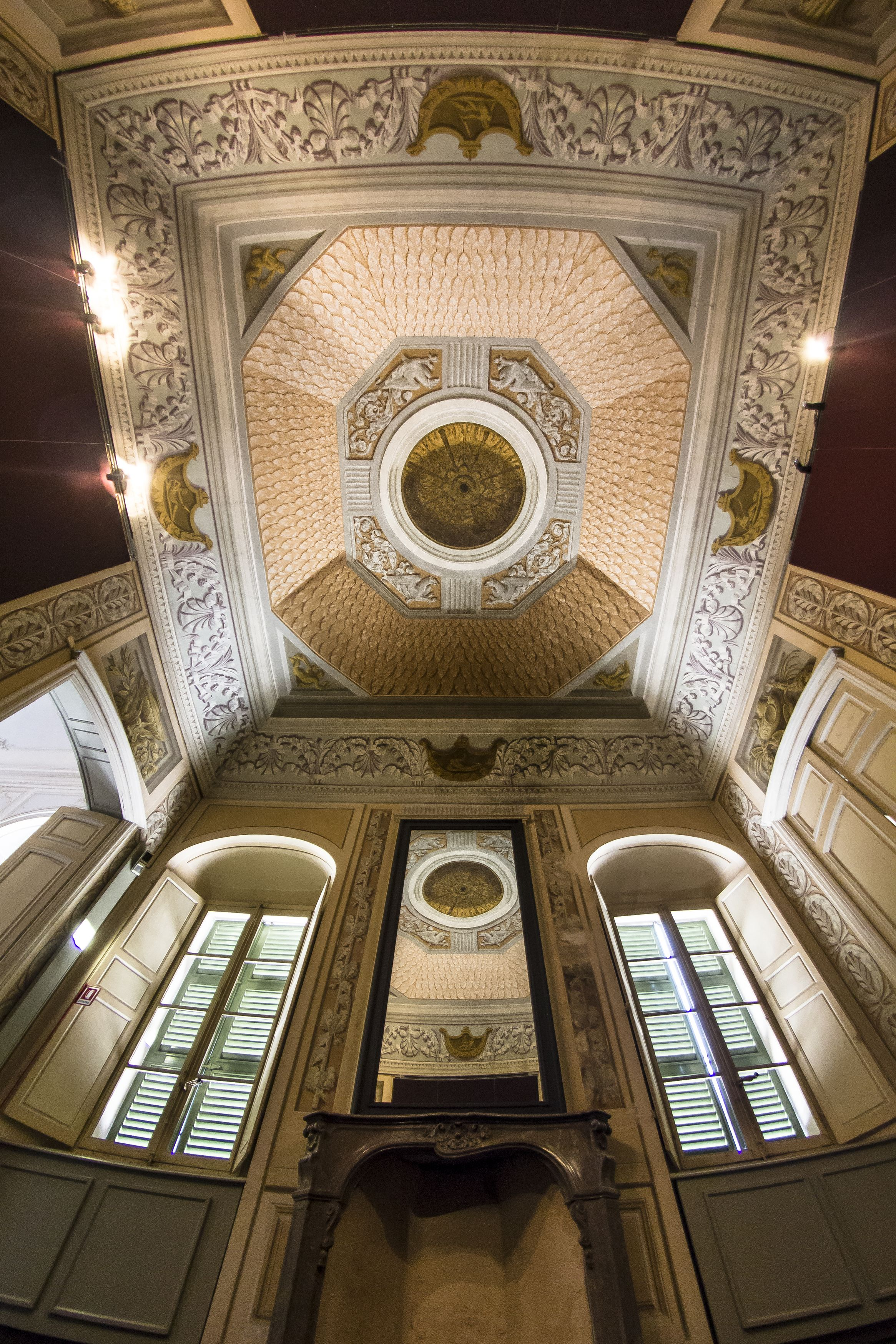
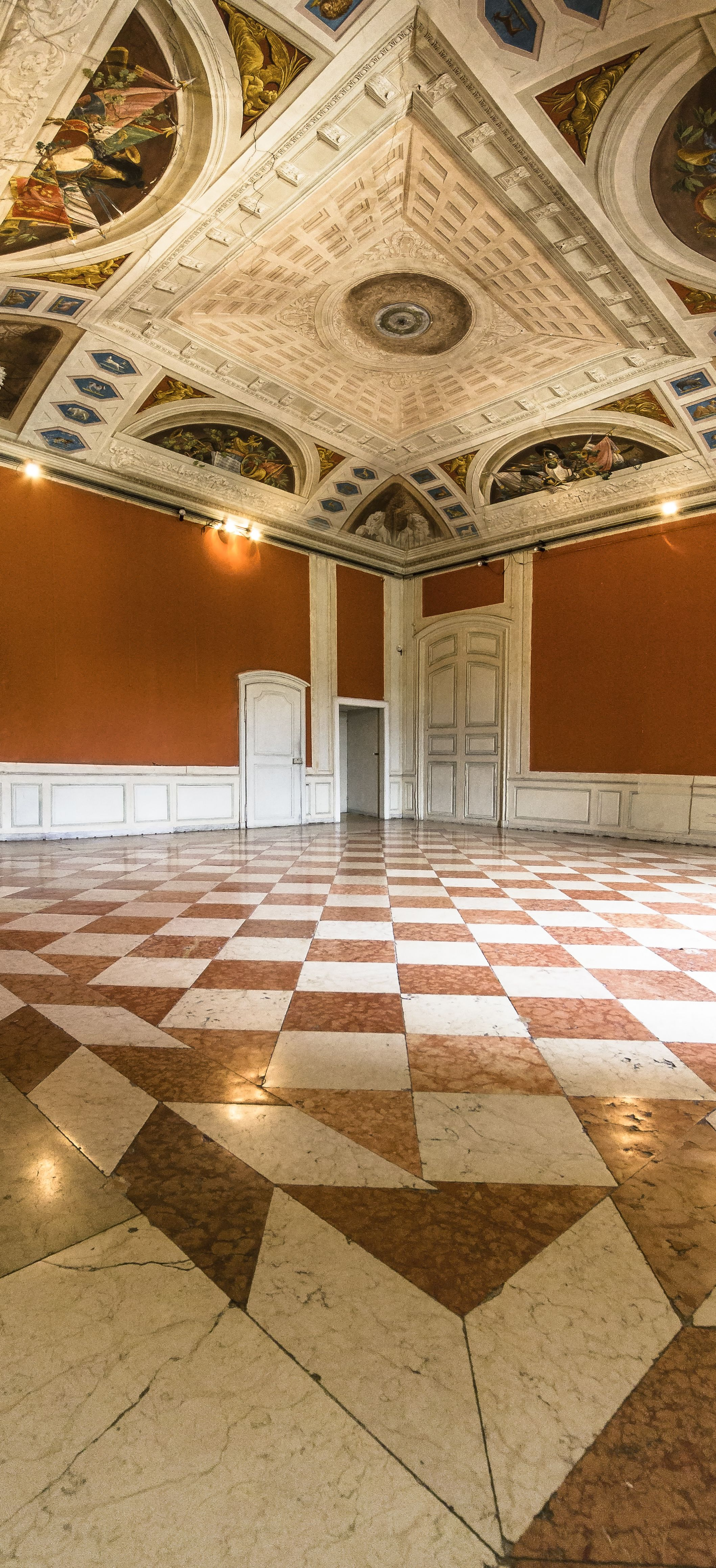
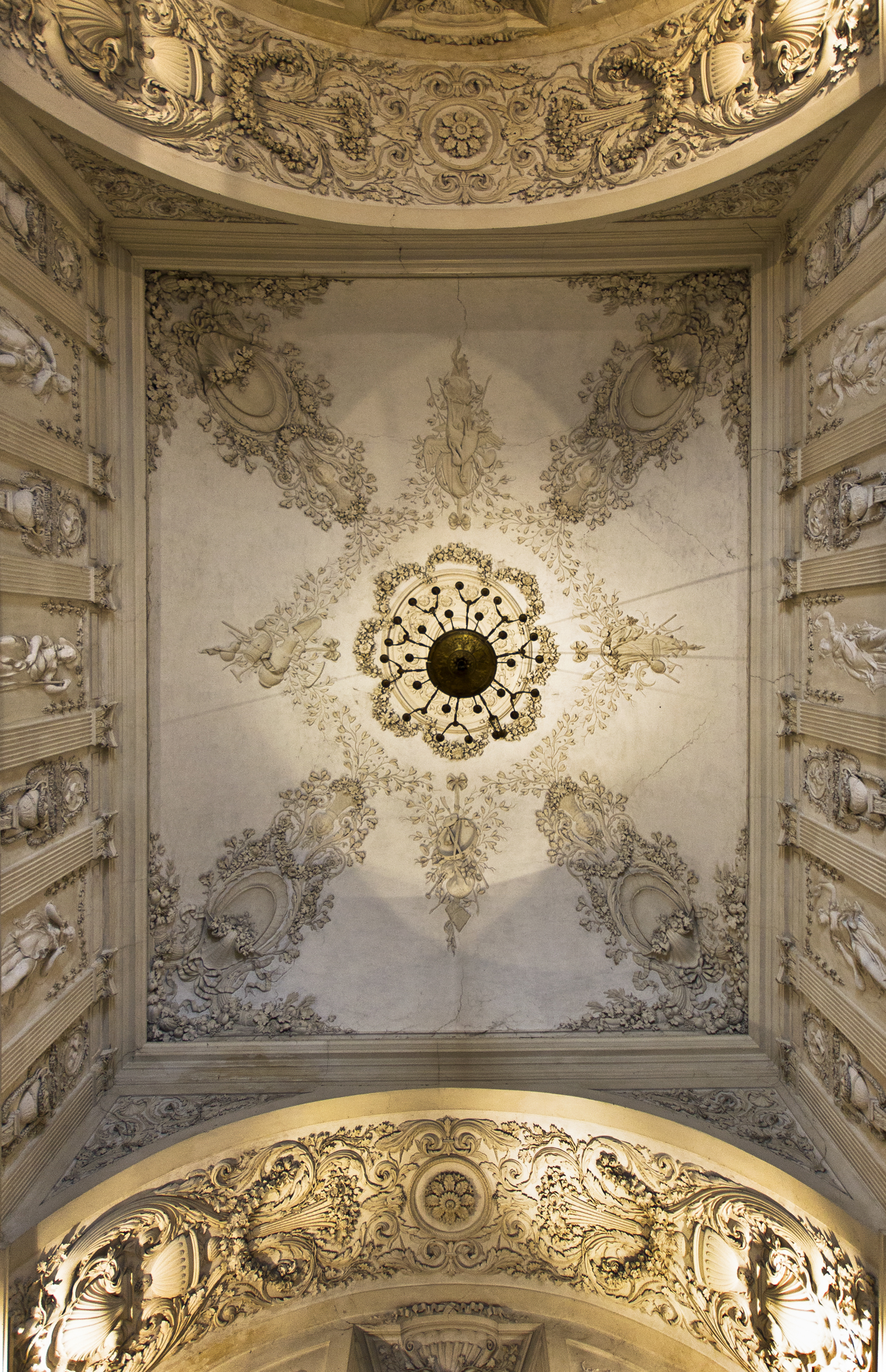
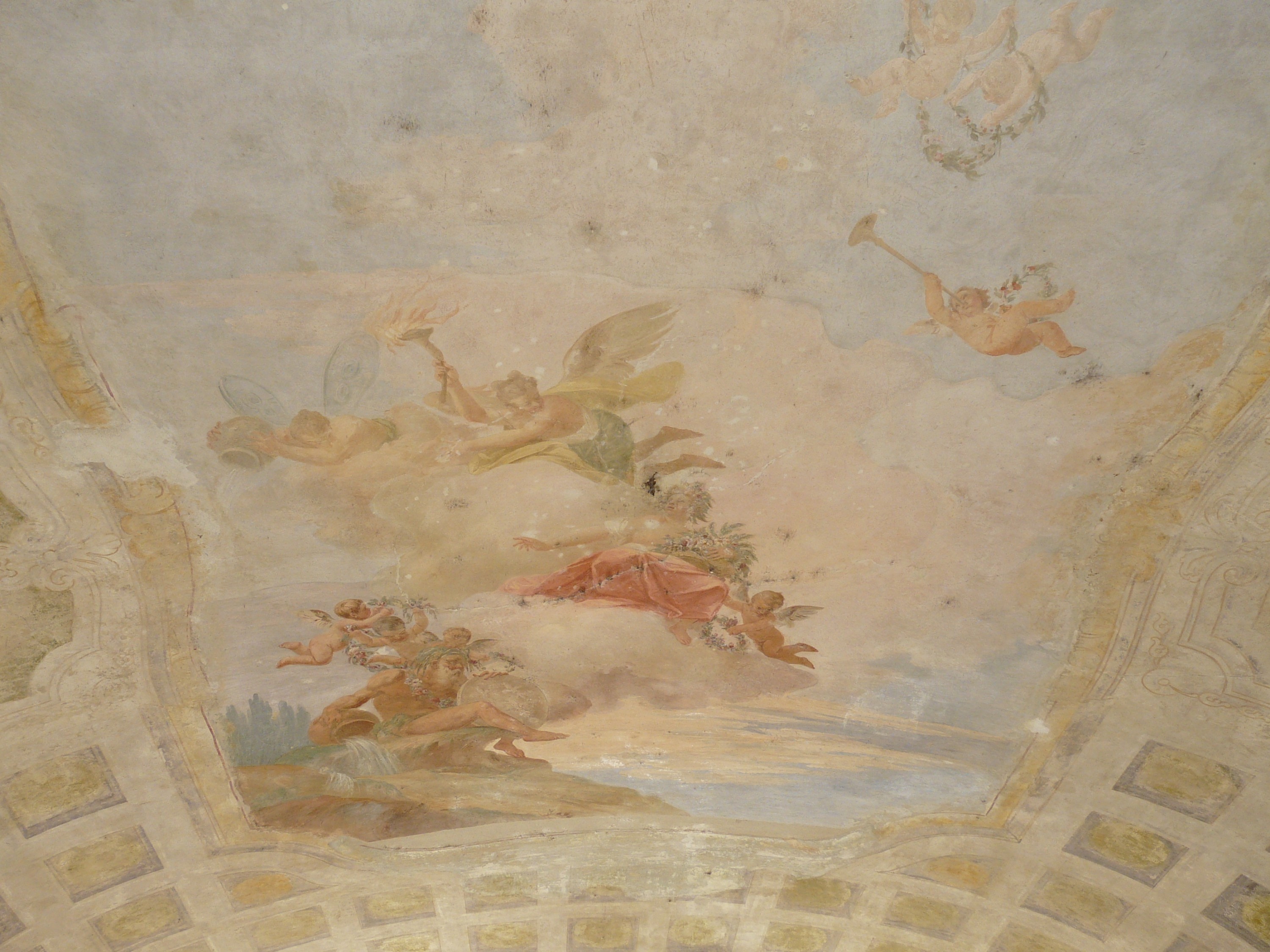
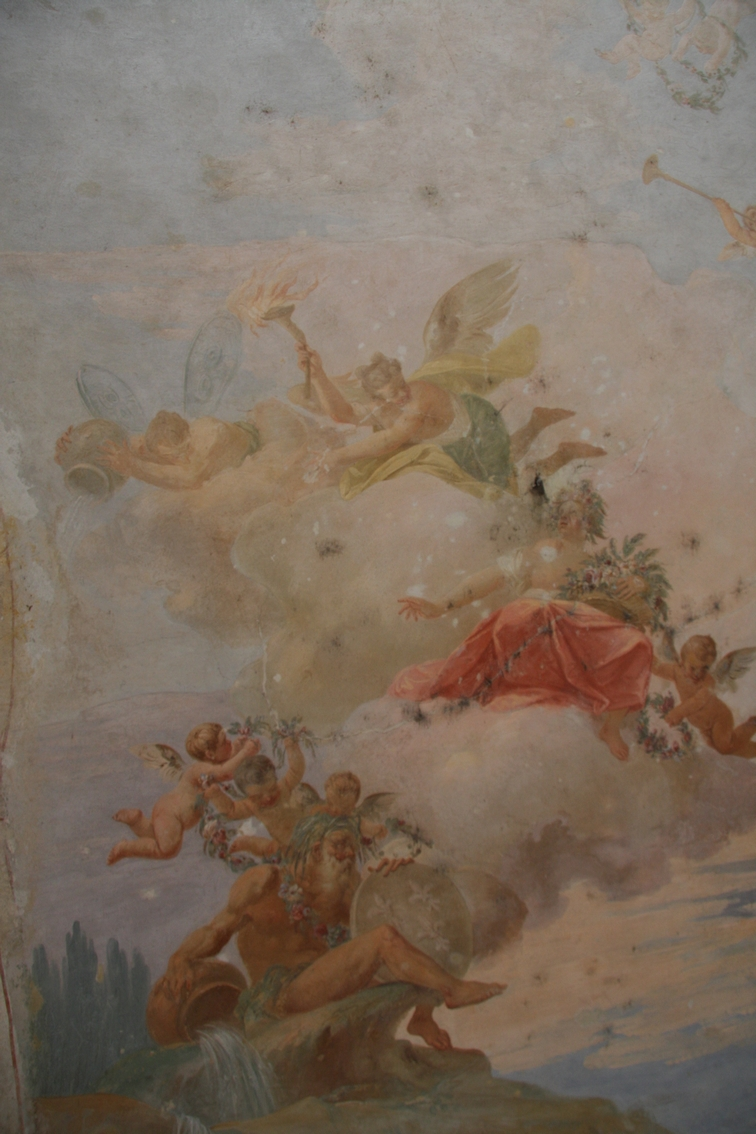
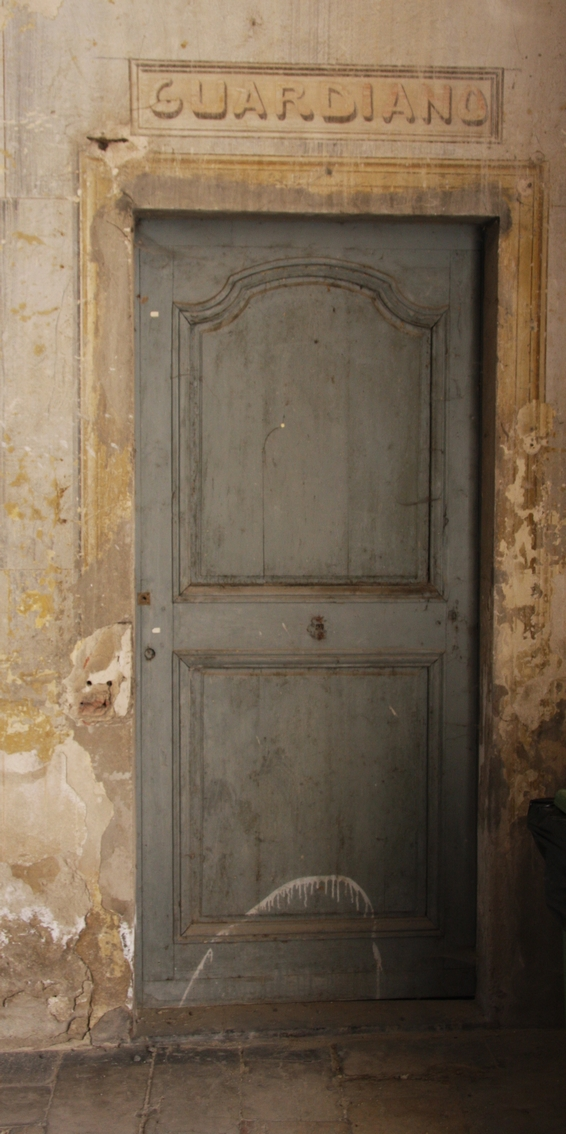

## Die Gärten

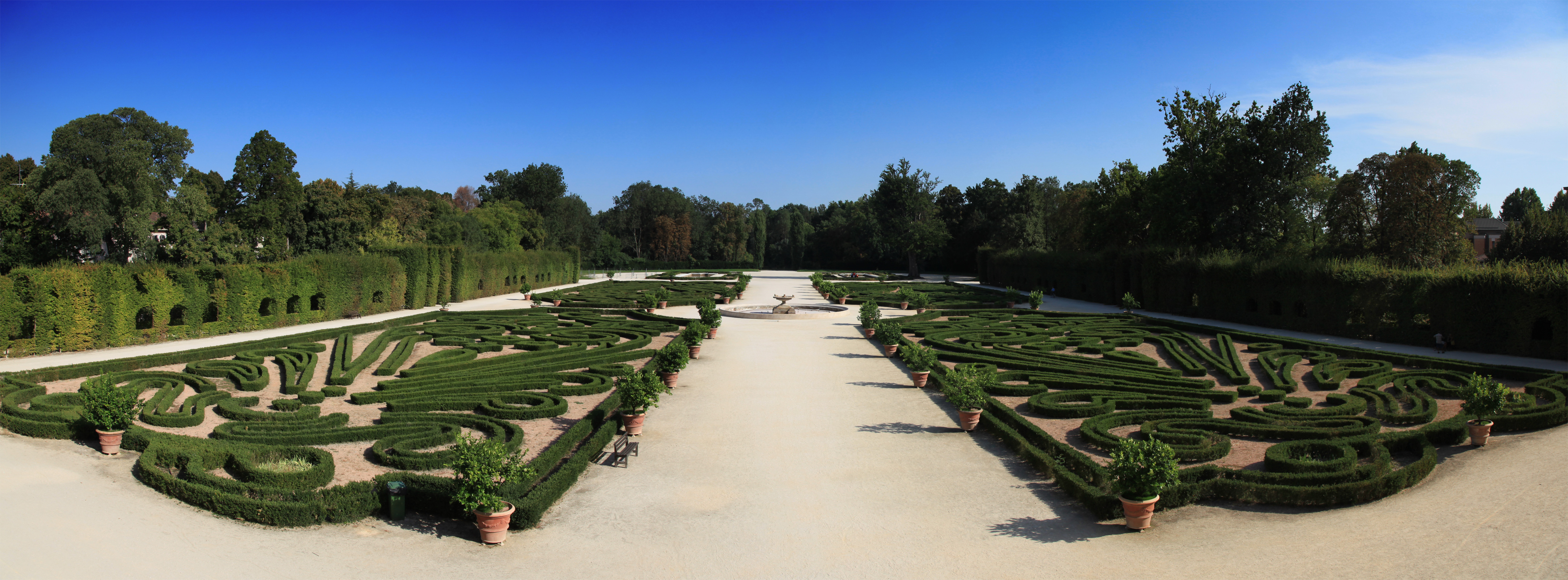
Die Gärten

Die erste Pflanzung der Gärten stammt aus dem Jahr 1480 und wurde von Roberto Sanseverino veranlasst. Aus der Zeit von Francesco Farnese stammt die Pflanzung des „Großen Parks“ unter der Projektierung von Ferdinando Galli Bibiena, eine Mischung eines italienischen Gartens und eines Barockgartens, der mehr als vier Kilometer tief ist. Unter den Details des Gartens verdient die „Zaubergrotte“ mit Automaten, die sich bewegen und Szenen mythologischer Gottheiten darstellen, die meiste Beachtung.
Die Umgestaltung von Petitot passte den Park an Vorgaben der französischen Mode an, während Marie-Louise von Österreich ihn 1816 in einen Englischen Garten verwandelte.
In der Zeit nach der Vereinigung Italiens verfiel der Park zusehends und erlitt während des Zweiten Weltkrieges auch Schäden. Der Proserpinabrunnen, der später von der Familie Rothschild gekauft wurde, findet sich heute in England im Park von Waddesdon Manor, wogegen der Trianonbrunnen heute in der Mitte der Insel des herzoglichen Parkes von Parma steht, auch wenn viele der Statuen fehlen, die er einst besaß. Weitere Statuen, die aus dem Schloss stammen, finden sich heute im Garten des Castello di Montechiarugolo.
Kürzlich hat die Provinzialverwaltung Parma die historische Rekonstruktion  des Parks in Angriff genommen, wobei die Pracht aus der Zeit der Farneses wiederhergestellt und das Parterre in der Mitte, die Wasserspiele und de seitlichen „Berceaux“ restauriert werden sollen. Darüber hinaus wurde der See neu geschaffen.

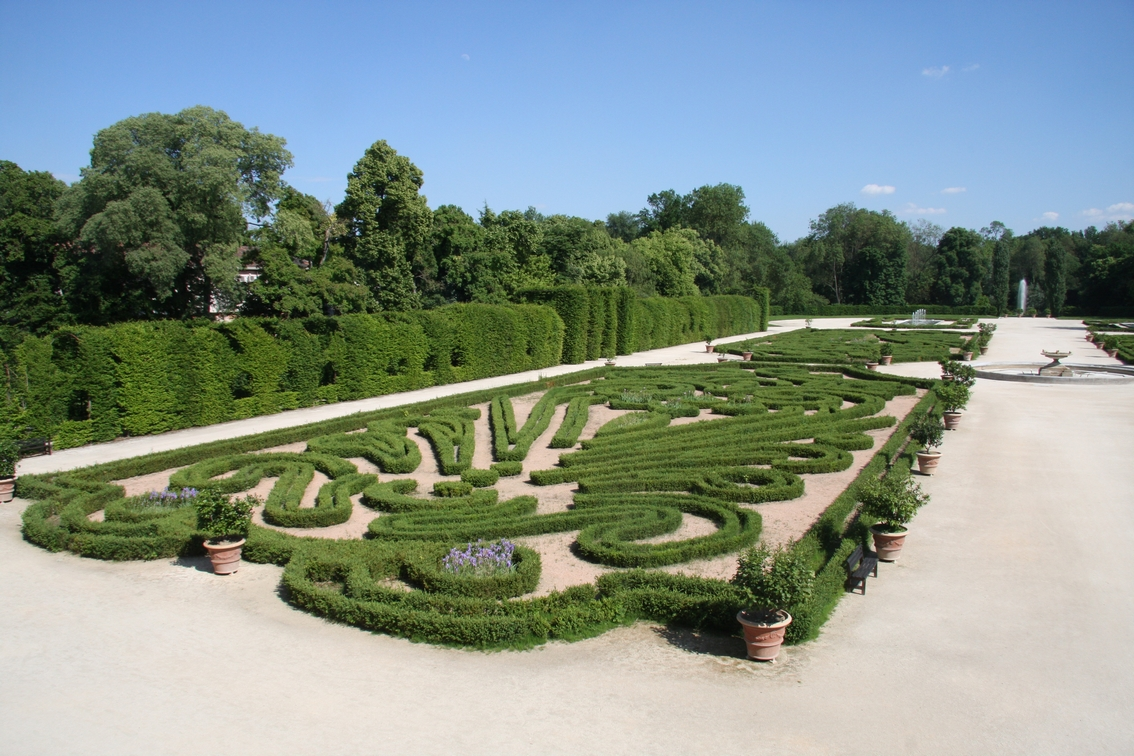
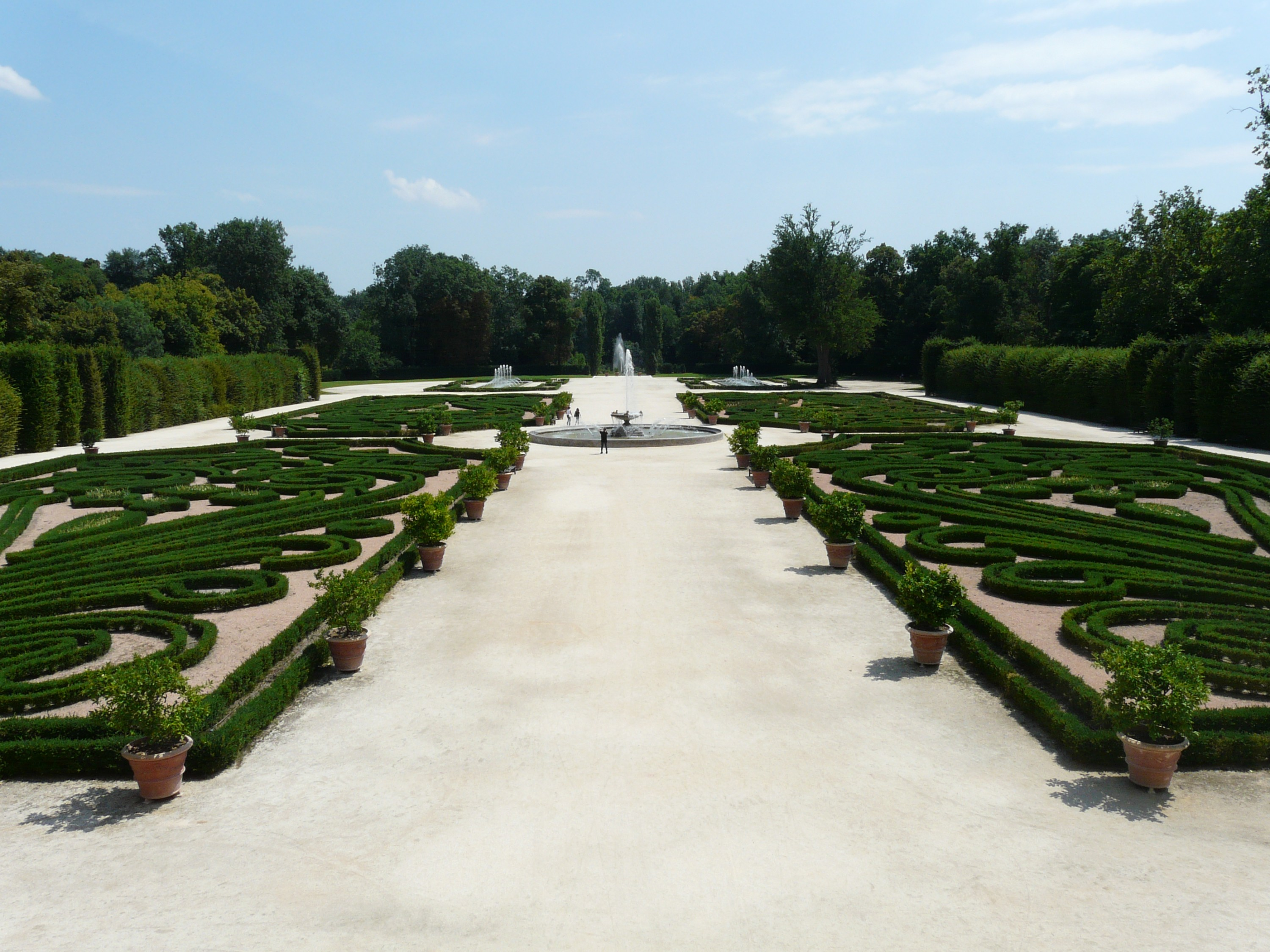
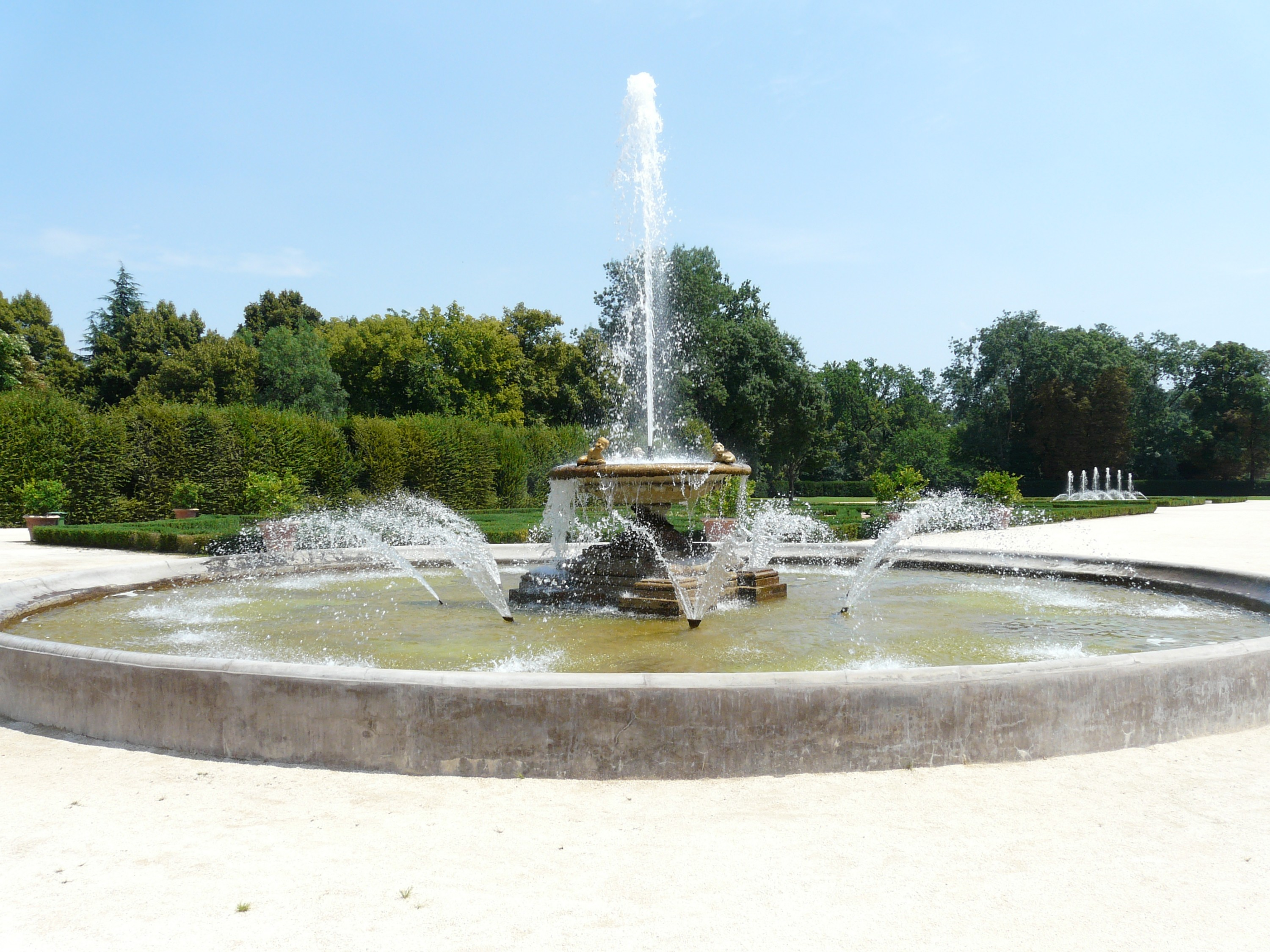
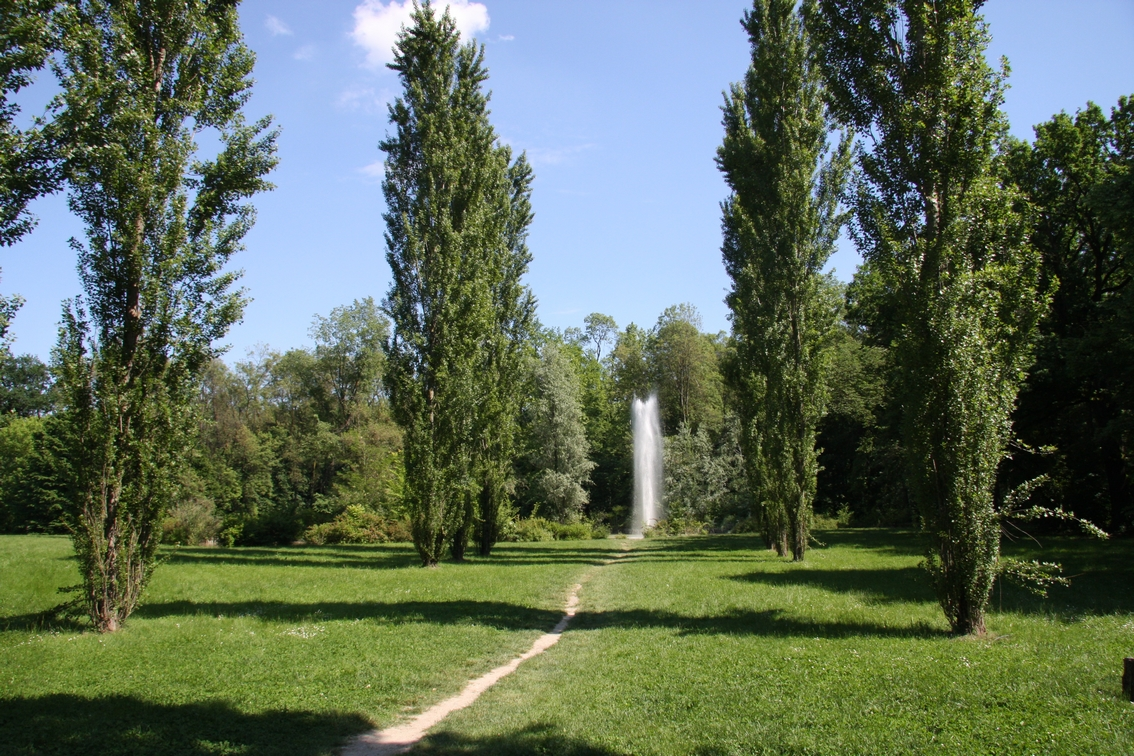
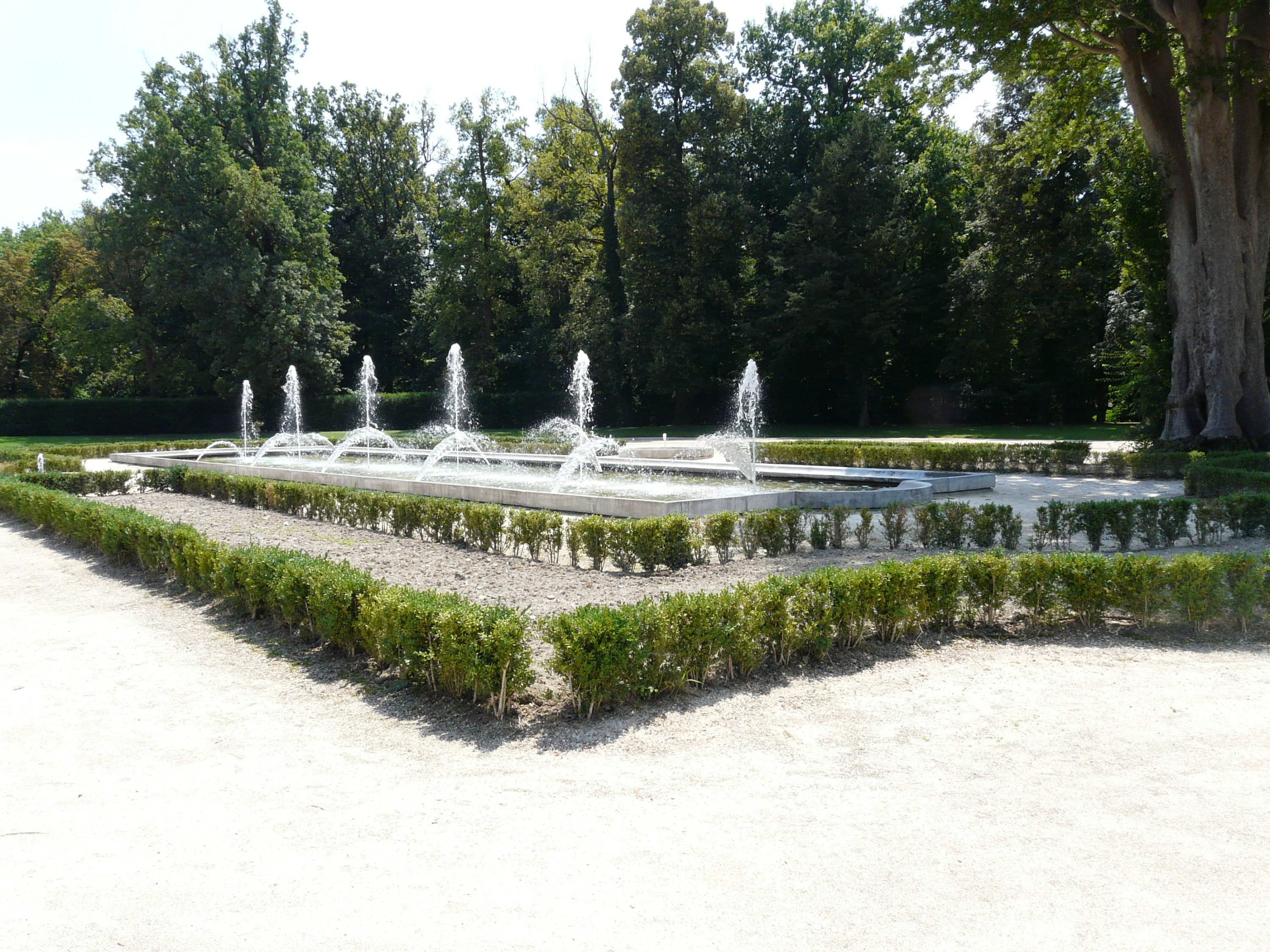
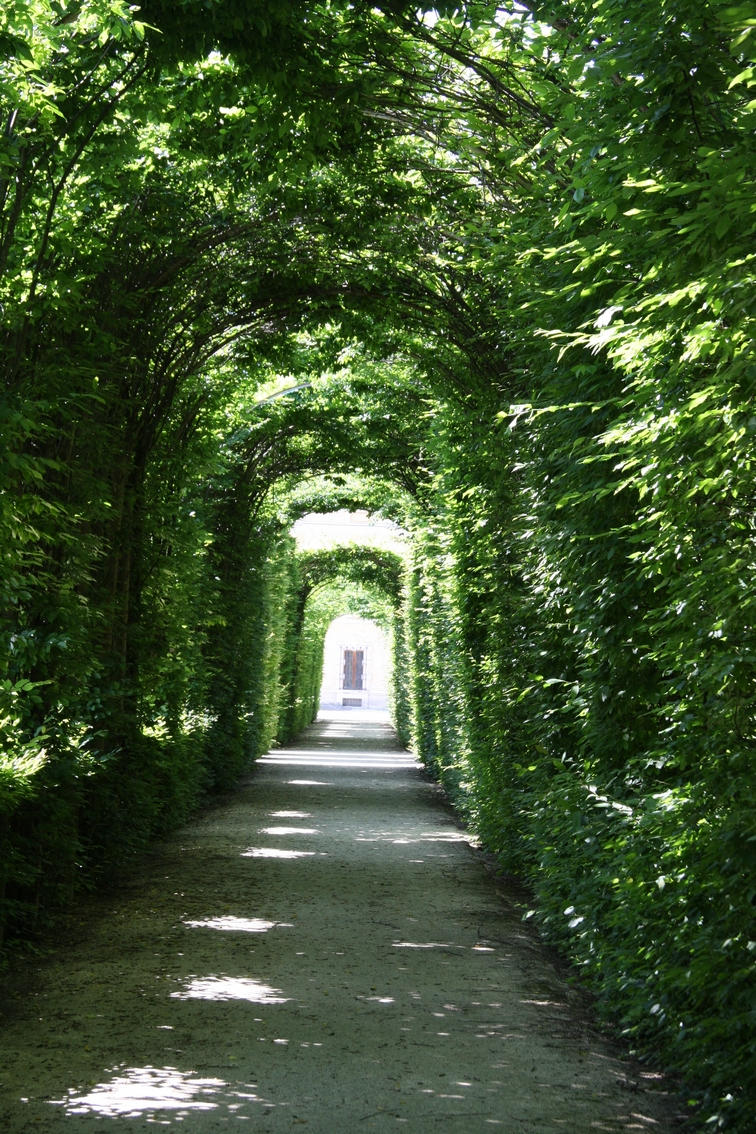
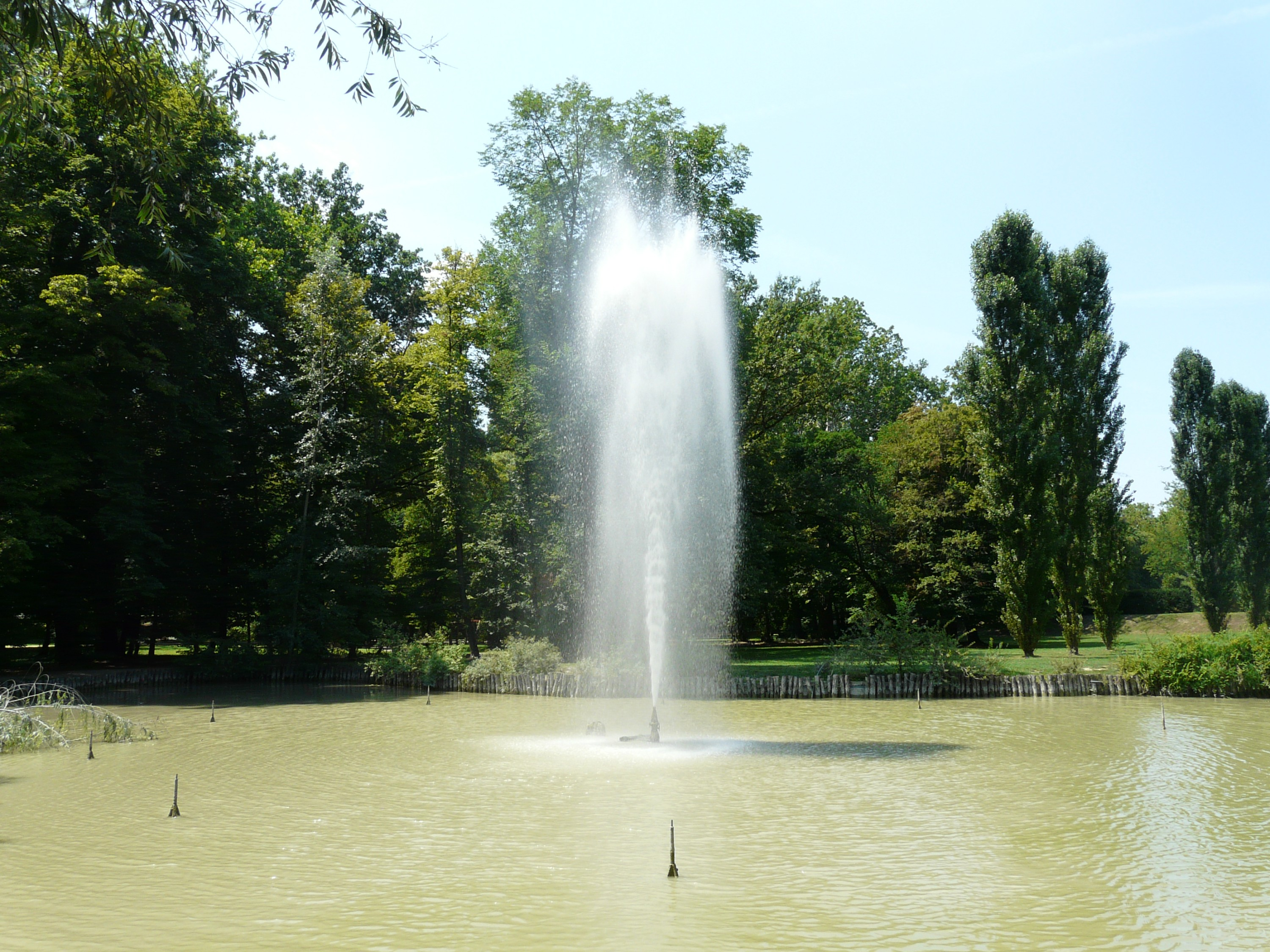